# Wędrowiec nad morzem mgły
Wędrowiec nad morzem mgły (niem. Der Wanderer über dem Nebelmeer) – obraz olejny niemieckiego malarza okresu romantyzmu Caspara Davida Friedricha, namalowany w 1818.
Słynny obraz Friedricha przedstawia postać samotnego wędrowca, odwróconego do widza plecami, stojącego spokojnie na skalistym szczycie nad przepaścią. Poniżej wędrowca zalega „morze mgieł” zasłaniające ziemski świat. 

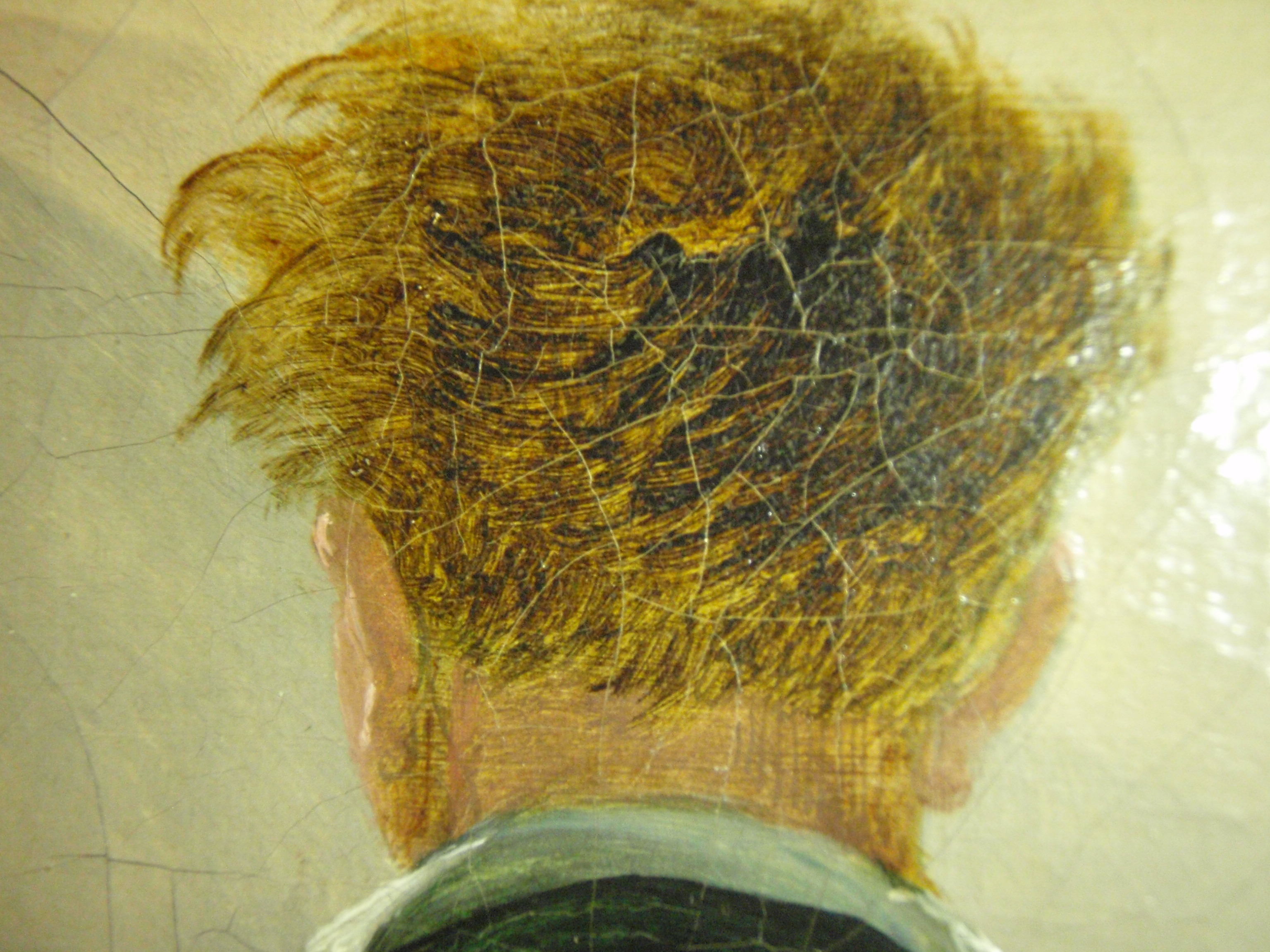
Zbliżenie na tył głowy wędrowca.